# Montipora corbettensis
Montipora corbettensis är en korallart som beskrevs av Veron och Wallace 1984. Montipora corbettensis ingår i släktet Montipora och familjen Acroporidae. IUCN kategoriserar arten globalt som sårbar. Inga underarter finns listade i Catalogue of Life.